# Östliga partnerskapet
Det östliga partnerskapet är ett politiskt initiativ inom Europeiska unionens utrikestjänst (EEAS) och Europeiska kommissionen. Partnerskapet grundades den 7 maj 2009 och är till för att fördjupa EU:s relationer med Armenien, Azerbajdzjan, Belarus, Georgien, Moldavien och Ukraina. Det östliga partnerskapet är en del av den Europeiska grannskapspolitiken, som även omfattar länderna söder om medelhavet.
Inom ramen för partnerskapet har toppmöten hållits vartannat år sedan 2009. På grund av coronapandemin hölls det sjätte toppmötet först 2021 i Bryssel. Vid dessa toppmöten har regeringschefer från EU:s medlemsstater och från de sex partnerländerna deltagit och fastslagit riktlinjer för partnerskapet.

## Partnerländer
De länder som samarbetar med EU inom ramarna för det östliga partnerskapet är:
- Armenien
- Azerbajdzjan
- Belarus
- Georgien
- Moldavien
- Ukraina

Den belarusiska regeringen meddelade i slutet av juni 2021 att landet suspenderat sitt medlemskap i det östliga partnerskapet till följd av de sanktioner som EU infört mot landet efter det belarusiska valet 2020. Belarus som land omfattas fortfarande av det östliga partnerskapet och vid toppmötet i december 2021 utlovades fortsatt stöd till det belarusiska civilsamhället.

## Historia
Idén om att bilda ett partnerskap med Europeiska unionens östra grannländer presenterades på initiativ av Polens och Sveriges utrikesministrar vid Rådet för allmänna frågor och yttre förbindelser i Bryssel den 26 maj 2008. Det östliga partnerskapet etablerades formellt vid det första toppmötet i Prag, den 7 maj 2009. Sedan dess har toppmöten hållits vartannat år i olika städer inom EU. 
Vid toppmötet i Vilnius 2013 var det avsett att Ukrainas dåvarande president Viktor Janukovitj skulle skriva under ett associeringsavtal och ett frihandelsavtal med EU. Janukovitjs beslut om att avstå från att skriva under avtalen väckte starka reaktioner i Ukraina och blev startskottet för en proteströrelse som blev känd som Euromajdan. I anslutning till Majdan-rörelsen skedde den illegala annekteringen av Krim och de ryska aggressionerna i östra Ukraina. 
Vid varje toppmöte har en gemensam deklaration undertecknats av EU och partnerländerna. I dessa deklarationer har partnerskapets inriktningar och målsättningar slagits fast.
Vid toppmötet i Bryssel 2021 antogs en ny agenda för det östliga partnerskapet: Prioriteringar för det östliga partnerskapet efter 2020. Samarbetet organiseras kring två pelare: 1) styrning och 2) investeringar. Målsättningarna för partnerskapet faller inom fem huvudområden.
1. Ansvarstagande institutioner, rättsstaten och principer
2. Resilienta, rättvisa, jämställda och inkluderande samhällen
3. Resilienta, hållbara och integrerade ekonomier
4. Miljö- och klimatresiliens
5. Resilient, digital omvandling

Ungdomar och utbildning har också varit ett prioriterat område för det östliga partnerskapet. I september 2018 öppnades det östliga partnerskapets europeiska skola i Tbilisi. Skolan erbjuder utbildning till elever från partnerländerna på eftergymnasial nivå och möjligheten att erhålla ett International-Baccalaureate-diplom (IB) av europeisk standard.
Sveriges första ambassadör för det östliga partnerskapet var H.E. Martin Hagström (2013–2016). Nuvarande ambassadör är H.E. Anna Westerholm (2016-).
Det östliga partnerskapet firade sitt 10-årsjubileum år 2019.

## Struktur

### Bilateralt och multilateralt samarbete
Partnerskapet fokuserar på varje partnerlands bilaterala relation med EU. 
Därutöver har ett multilateralt samarbete skapats. Det högsta organet för det multilaterala samarbetet är toppmötet. Under toppmötet står det årliga utrikesministermötet. Därutöver hålls även sektorsspecifika möten på ministernivå. 
Arbetet med partnerskapets politik är uppdelat i två pelare och fem huvudområden (se ovan).
För vardera pelaren organiseras en årlig ”strategisk konferens” och ett antal paneler med fokus på specifika sakfrågor.

### Parlamentariskt samarbete
Inom ramen för det östliga partnerskapet skapades EURONEST-samarbetet 2011. EURONEST har till syfte att stärka den politiska associeringen mellan parlamenten i partnerländerna och Europaparlamentet. En gång per år hålls plenummöten i Bryssel, Luxemburg eller Strasbourg. Alla partnerländer ingår i EURONEST-samarbetet.
De fem partnerländer som ingår i EURONEST är även medlemmar i Europarådet.

### Civilsamhällsforum
Med det östliga partnerskapet grundades även ett civilsamhällesforum (Eastern Partnership Civil Society Forum – EaP CSF). Forumet består av flera civilsamhällsorganisationer från EU:s medlemsstater och partnerländerna. Syftet med CSF är att förbättra samarbetet dels civilsamhällesorganisationerna sinsemellan, dels mellan EU-institutioner och civilsamhället.
EaP CSF består av sex nationella plattformar och fem tematiska arbetsgrupper. Den årligt valda styrelsen, som är det styrande organet för forumet, väljs varje år och representerar EaP CSF vid det östliga partnerskapets möten på högre nivå.

## Politik
Det östliga partnerskapets prioritet är att öka drivkraften för reformer och stärka demokratiska värderingar i partnerländerna. Varje partnerland bestämmer självt till vilken grad det väljer att engagera sig i det östliga partnerskapet. De länder som har varit mest benägna att genomföra reformer har tecknat förmånliga associeringsavtal, frihandelsavtal eller avtal om visumlättnader med EU.
Georgien, Moldavien och Ukraina har uttalade ambitioner om att närma sig EU.

### Associeringsavtal
EU:s associeringsavtal har till syfte att främja politisk associering och ekonomisk integration mellan parterna. Målet är även att stärka demokrati, rättsstatliga principer, respekten för de mänskliga rättigheterna samt ekonomisk och institutionell stabilitet.
Tre av partnerländerna har slutit associeringsavtal med EU. Georgien och Moldavien tecknade sina respektive associeringsavtal 2014. Båda avtalen trädde i kraft 2016. Associeringsavtalet med Ukraina skrevs också under 2014 men trädde i kraft först 2017. Avtalet med Ukraina är det mest omfattande samarbetsavtalet som EU har med något tredje land.[källa behövs]

### Frihandelsområden
Georgien, Moldavien och Ukraina har även slutit frihandelsavtal (Deep and Comprehensive Free Trade Area = DCFTA).  Avtalen skrevs under och trädde i kraft samtidigt som respektive lands associeringsavtal. 

### Visumlättnader
För att erbjuda enklare handläggningar av visum till Schengenområdet har EU ställt krav på partnerländerna att genomföra olika reformer. Medborgare från Georgien, Moldavien och Ukraina får sedan 2017 vistas i Schengenområdet i 90 dagar under en 180-dagarsperiod utan visum. 
Armenien och Azerbajdzjan har avtal om visumförenkling med EU. Avtalen innebär lägre kostnader och förenklade processer för medborgare som söker visum till Schengenområdet. Med Belarus fanns inget liknande avtal, men samtal om visumlättnader har förts.

### Övriga avtal
Armenien, som är medlem i Eurasiska ekonomiska unionen (EEU), har inte tecknat ett associeringsavtal med EU utan har i stället ingått ett djupgående partnerskapsavtal (Comprehensive and Enhanced Partnership Agreement, CEPA). Avtalet tillämpas provisoriskt i väntan på att samtliga EU:s medlemsstater ratificerat avtalet.
Med Azerbajdzjan har EU sedan 1999 ett Partnerskaps- och samarbetsavtal. Detta avtal håller för närvarande på att omförhandlas.

## Finansiering
Flera av EU:s medlemsstater ger bilateralt stöd till partnerländerna. Sveriges bistånd till länderna inom det östliga partnerskapet styrs av regeringens resultatstrategi för Östeuropa. Strategin är upprättad för perioden 2021–2027 och omfattar ca. 6,6 miljarder SEK. Medlen har allokerats till Sidas, Svenska institutet och Folke Bernadotteakademin.
De sex partnerländerna stöds därutöver multilateralt av EU genom utrikesinstrumentet NDICI-Global Europe. Global Europe finansierar reformstödet till samtliga länder inom ENP, därmed även tio länder söder om medelhavet. Syftet med ENI är att främja fred, stabilitet och ekonomisk tillväxt genom att stödja politiska och ekonomiska reformer. För perioden 2021–2027 har sammanlagt drygt 19 miljoner EUR avsatts för ändamålet.
Europeiska investeringsbanken (EIB) har lanserat en ”Eastern Partnership Technical Assistance Trust Fund” (EPTATF). Genom denna ges möjligheten till studenter från Armenien, Azerbajdzjan, Georgien, Moldavien och Ukraina att praktisera vid EIB.

## Toppmöten
- Prag (2009)[30]
- Warszawa (2011)[31]
- Vilnius (2013)[32]
- Riga (2015)[33]
- Bryssel (2017)[34]
- Bryssel (2021)[35]